# Código cerrado
En informática un programa es de código cerrado cuando el código fuente no se encuentra disponible para cualquier usuario, es decir no se hace público. Se le llama así en contraposición al código abierto.
Programas como Skype de Microsoft, Reader de Adobe y los sistemas operativos como IOS de Apple o Windows de Microsoft constituyen ejemplos de software propietario de código cerrado. Al no estar disponible el código fuente no hay forma de analizar qué hace o deja de hacer el programa, por lo cual a menudo surgen problemas relacionadas con la privacidad y seguridad para los sistemas en los que se utilizan.
El software propietario generalmente utiliza código cerrado. Por su calidad de secreto industrial, su divulgación y modificación podría ser constituyente de delito en algunos países como Estados Unidos y varios de Europa, y se persigue judicialmente a los que incurren en esta práctica.